# Fiora Contino
Fiora Contino, née Fiora d'Itala Rosa Corradetti le 17 juin 1925 à Lynbrook (New York) et morte le 5 mars 2017 à Carmel (Indiana), est une cheffe d'orchestre d'opéra et enseignante américaine. Elle est particulièrement connue pour ses interprétations des œuvres italiennes du vérisme de la fin du XIXe siècle. Décrite comme l'une des figures les plus importantes de l'opéra au XXe siècle, elle « aurait pu avoir une carrière bien plus grande si elle avait été un homme » selon la critique musicale Anne Midgette du New York Times.

## Biographie

### Origines et formation
Elle est la fille d'immigrés italiens. Sa mère, Anna Lisarelli, est une couturière et son père, Ferruccio Corradetti, un chanteur baryton qui s'est notamment produit à La Scala (Milan). Ne disposant pas d'une voix forte, Fiora Corradetti se destine à devenir chef d'orchestre « pour chanter par procuration », dira-t-elle plus tard. Elle a une demi-sœur plus âgée, Iris, chanteuse d'opéra et coach vocal.
À l'âge de 12 ans, elle est nommée organiste à la paroisse St. Ignatius Martyr à Long Beach. Son père meurt alors qu'elle a 14 ans. Elle est diplômée de la Long Beach High School et étudie ensuite le piano à l'Oberlin College (Ohio), recevant un Bachelor of Music (en) (spécialité piano) en 1947. Elle épouse Joseph Contino, également élève à l'Oberlin College, et change son nom en Fiora Contino.
À partir de 1958, elle étudie la direction d'orchestre au Conservatoire américain de Fontainebleau (France), à l'École normale de musique de Paris et à l'Académie des beaux-arts de Vienne (Autriche). Elle a notamment comme professeurs Nadia Boulanger et Hans Swarowsky.
Elle reçoit une maîtrise et un doctorat en direction d'orchestre à l'école de musique de l'université de l'Indiana à Bloomington (de nos jours la Jacobs School of Music (en)) en 1964,. Dans cette université, elle fait ses débuts en tant que chef d'orchestre, présentant L'incoronazione di Poppea de Claudio Monteverdi.

### Chef d'orchestre
Fiora Contino fonde l'Amherst Community Opera à Amherst (Massachusetts). Elle est également chef d'orchestre à l'Opera Illinois à Peoria (Illinois), de 1986 à 2005, et à l'Aspen Choral Institute. Elle est professeur et titulaire de la chaire de chorale à l'université de l'Indiana. En 1998, elle fait ses débuts à New York avec Iris de Pietro Mascagni, interprété par la compagnie Teatro Grattacielo (en) au Alice Tully Hall. Paul Griffiths écrit dans le New York Times que ses débuts sont une « performance orchestrale succulente et exaltante ». Elle a travaillé comme chef invité avec plusieurs compagnies d'opéra, d'orchestres et de festivals de musique, comme l'Aspen Music Festival, l'Anchorage Opera (en), le Chicago Opera Theatre (en), l'Orchestre symphonique de Pittsburgh et l'Opéra de San Francisco. Elle est fréquemment chef d'orchestre au Temple University Music Festival à Ambler (Pennsylvanie).
Sa performance pour Madama Butterfly de Giacomo Puccini en 1973, avec Dorothy Kirsten, a été saluée ainsi : « [Fiora Contino] maîtrisait tout avec son bâton pointu, en contrôle clair d'une performance magnifiquement coordonnée ». Le critique musical Peter G. Davis écrit en 2001 au sujet de son travail sur Risurrezione de Franco Alfano, basé sur le dernier roman de Léon Tolstoï, que Fiora Contino « pourrait être le dernier chef sur terre à avoir la musique d'Alfano et sa génération dans le sang ».
Elle considérait l'opéra italien comme sa musique préférée, affirmant dans le New York Times en 2001 qu'elle était « viscérale » et qu'elle savait comment la conduire.

### Enseignante
Fiora Contino a occupé des postes de professeur à l'université d'État de Bowling Green de 1963 à 1966, à l'Institut Peabody de 1978 à 1979 et à l'université du Texas à Austin. Elle a également dirigé un studio à New York, où elle formait des chanteurs d'opéra et des chefs d'orchestre. Parmi ses élèves, on compte Melinda O'Neal (en), Kenneth Kiesler (en) et E. Wayne Abercrombie (en).

### Vie privée et mort
Son mariage avec Joseph Contino se termine par un divorce. Ils ont quatre enfants : trois filles (Lisa, Adriana, qui fut à une époque violoncelliste à l'Orchestre de chambre de Stuttgart, et Francesca), et un fils (Frédéric). Au moment de sa mort, elle avait neuf petits-enfants et 14 arrière-petits-enfants. Son amie proche Jeraldine Baumgartner est morte en 2012. Fiora Contino meurt à l'âge de 91 ans à Carmel (Indiana), d'une maladie cardiovasculaire artérioscléreuse.